# Oberwolfach
Oberwolfach è un comune tedesco di 2 578 abitanti, situato nel land del Baden-Württemberg.
All'interno del comune si trova l'Istituto di ricerca matematica di Oberwolfach.